# Municipio de Horsham
El municipio de Horsham  (en inglés: Horsham Township) es un municipio ubicado en el condado de Montgomery en el estado estadounidense de Pensilvania. En el año 2000 tenía una población de 24.232 habitantes y una densidad poblacional de 540 personas por km².

## Geografía
El municipio de Horsham se encuentra ubicado en las coordenadas 40°11′26″N 75°08′48″O / 40.19056, -75.14667. De acuerdo con la Oficina del Censo, el municipio tiene un área total de 17.3 millas cuadradas (45 km²).

## Demografía
Según la Oficina del Censo en 2000 los ingresos medios por hogar en la localidad eran de $61,998 y los ingresos medios por familia eran $72,608. Los hombres tenían unos ingresos medios de $48,036 frente a los $34,505 para las mujeres. La renta per cápita para la localidad era de $28,542. Alrededor del 2,4% de la población estaban por debajo del umbral de pobreza.

## Economía
El municipio y Horsham CDP tienen la sede de Bimbo Bakeries USA, una filial de Grupo Bimbo.